# Pinnixa leptosynaptae
Pinnixa leptosynaptae is een krabbensoort uit de familie van de Pinnotheridae. De wetenschappelijke naam van de soort is voor het eerst geldig gepubliceerd in 1968 door Wass.